# Canton de Kalewa
Le canton de Kalewa est un canton birman du district de Kale dans la région de Sagaing.
Les mines de charbon de Paluzawa sont situées dans le canton de Kalewa. Son chef-lieu administratif est la ville de Kalewa.

## Délimitations
Le canton de Kalewa est délimité par :
- le canton de Mawlaik (en), au nord ;
- le canton de Kyunhla (en), à l'est ;
- le canton de Mingin, au sud ;
- le canton de Kale, à l'ouest.

## Villes et villages
- Auktawgyi,
- Chaungzon,
- Chingyaung,
- Gaundi,
- Gazet,
- Hintin,
- Hkonbyin,
- Hmangon,
- Indaing,
- Ingon,
- Inmatin,
- Kado,
- Kaing,
- Kaing Shwedaung,
- Kalewa,
- Kanni,
- Kazet,
- Kongyi,
- Kunbyo,
- Kyauktan,
- Kyaunggyigon,
- Chaawung,
- Kyawin,
- Kyawudz Kywegu,
- Kywegyan,
- Kywenan,
- Laungmin,
- Legyidaw,
- Letpannginaung,
- Manpagale,
- Mankaw,
- Masein,
- Matu,
- Mutaik,
- Myittha,
- Nammaw,
- Nanmawke,
- Naungput,
- Nwedan,
- Paga,
- Pagyizu,
- Paluzawa,
- Paunggyaung,
- Pawlaw,
- Sabagyi,
- Segyi,
- Shan-in,
- Shwedaung,
- Shwegyin,
- Shwewagaw,
- Sinaingma,
- Singaung,
- Sizwe,
- Tadichaungwa,
- Taya,
- Thanbaya,
- Thetkegyin,
- Thingan,
- Tunhlaw,
- Webon,
- Welon,
- Wetto,
- Yawzu,
- Ywatha,
- Kyawe That.